# Gerard van Sées
Gerard van Sées ( ? - 1157) was bisschop van Sées in de 12e eeuw.
Gerard werd in 1144 door het kapittel van de kathedraal van Sées als bisschop - als Gérard II - verkozen. Hierop reageerde Godfried Plantagenet, die rond die tijd Normandië veroverd had en zijn autoriteit wilde laten gelden. Als hertog van Normandië had hij medebeslissingsrecht dat hier genegeerd werd. Nadat Gerard voor een kerkelijke rechtbank werd veroordeeld liet Godfried Plantagenet hem castreren. Deze straf werd door de toenmalige kroniekschrijvers als een onrechtvaardige en illegale gewelddaad veroordeeld, niet zozeer door de aard van de straf, maar vooral door de regel dat een lid van de clerus niet aan bestraffing door de wereldlijke rechterlijke macht kan onderworpen worden. Door bemiddeling van paus Eugenius III had op Pasen 1146 een verzoening plaats, waardoor Gerard alsnog zijn bisschopstitel bevestigd kreeg.